# Сєдов Григорій Іванович
Григо́рій Іва́нович Сєдо́в (1908 — ?) — радянський діяч, 2-й секретар ЦК КП(б) Карело-Фінської РСР. Депутат Верховної ради СРСР 1—2-го скликань (в 1940—1950 роках).

## Життєпис
Працював фрезерувальником паротурбінного цеху Ленінградського металевого заводу. Закінчив вищий технічний навчальний заклад при заводі.
Член ВКП(б) з 1930 року.
Потім — приймальник, технолог, начальник механоскладального цеху № 20 Ленінградського металевого заводу.
У 1940—1941 роках — начальник Тимчасового управління міста Віїпурі (Виборга) Карело-Фінської РСР. У 1941 році — 1-й секретар Віїпурського міського комітету КП(б) Карело-Фінської РСР.
У 1941—1944 роках — партійний організатор ЦК ВКП(б) та директор Ленінградського металевого заводу № 371 імені Сталіна; 1-й секретар Свердловського районного комітету ВКП(б) міста Ленінграда, організатор відновлення Волховської ГЕС.
20 грудня 1944 — 29 січня 1947 року — 2-й секретар ЦК КП(б) Карело-Фінської РСР.
Подальша доля невідома.

## Нагороди та відзнаки
- орден Вітчизняної війни І ст. (1944)
- орден «Знак Пошани»
- медалі